# Bedford OXA
Bedford OXA – brytyjski improwizowany transporter opancerzony na podwoziu samochodu ciężarowego produkowany w czasie II wojny światowej.

## Historia
W wyniku klęski we Francji Brytyjskie Siły Ekspedycyjne utraciły prawie cały sprzęt ciężki. W obliczu groźby inwazji szukano w Wielkiej Brytanii rozwiązań często improwizowanych, aby uzupełnić sprzęt pancerny. W ten sposób powstał improwizowany transporter Bedford OXA Armoured Lorry. Pojazd powstał na podwoziu standardowej ciężarówki 4x2 o ładowności 1,5 t produkowanej dla armii pod oznaczeniem Bedford OX. Przebudowa polegała na usunięciu oryginalnej kabiny kierowcy i nadwozia. Na tak przygotowane podwozie nakładano częściowe opancerzenie. Przedział bojowy miał kształt opancerzonej skrzyni z otworami do strzelania umieszczonej z tyłu pojazdu. Uzbrojeniem pojazdu miał być karabin przeciwpancerny Boys kalibru 13,97 mm, gdyż początkowo przewidywano dla Bedforda OXA rolę pojazdu przeciwpancernego. Łącznie zbudowano 948 tych improwizowanych wozów bojowych. Produkcja była prowadzona w latach 1940-1941. Pojazdy były na wyposażeniu piechoty brytyjskiej, gdzie pełniły funkcje transporterów. Bedfordy OXA zostały wycofane z uzbrojenia z końcem 1941 r. Często przerabiano je z powrotem na zwykłe ciężarówki. Pojedyncze pojazdy znalazły się w oddziałach 1. Korpusu Polskich Sił Zbrojnych w Wielkiej Brytanii. Transportery znalazły się również na wysposażeniu pociągów pancernych w Wielkiej Brytanii obsadzonych polskimi załogami.